# Klaus Biemann
Klaus Biemann (2 novembre 1926 - 2 juin 2016), est un professeur de chimie austro-américain au Massachusetts Institute of Technology. Ses travaux se concentrent sur l'analyse structurale en chimie organique et biochimique. Il est appelé le "père de la spectrométrie de masse organique"  mais est particulièrement remarqué pour son rôle dans l'avancement du séquençage des protéines avec la spectrométrie de masse en tandem à la suite des travaux pionniers menés dans ce domaine par Michael Barber.

## Carrière et recherche
Biemann est né à Innsbruck, Autriche en 1926. Suivant les traces de son père, il étudie la pharmacie à l'Université d'Innsbruck où il obtient son diplôme en 1948. Il est enrôlé dans la Wehrmacht pendant la Seconde Guerre mondiale et combat les États-Unis et ses alliés sur le front de l'Est avant de se retirer et de déserter sur le front de l'Est pour retourner à Innsbruck. Il obtient son doctorat à l'Université d'Innsbruck sous la direction d'Hermann Bretschneider en 1951. Il commence son travail sur son habilitation, mais part au MIT en 1955 pour travailler comme boursier postdoctoral dans le groupe de George Büchi. Deux ans plus tard, avec l'aide de Büchi, il se voit offrir un poste de professeur au MIT dans la division de chimie analytique, où il se concentre sur l'analyse et le séquençage des peptides. Avant de se lancer dans ses nouvelles recherches, cependant, Biemann décide d'acheter un spectromètre de masse et de l'utiliser pour étudier les peptides à la place. Il utilise sa formation en chimie organique pour modifier les peptides afin qu'ils deviennent volatils et entrent dans la phase gazeuse, les rendant aptes à l'ionisation électronique, la seule technique d'ionisation réalisable à l'époque. Il s'associe au projet de mission Viking de la NASA sur Mars qui n'a pas réussi à détecter la matière organique à sa surface en 1976.

## Récompenses
- Médaille Stas de la Société Belge de Chimie (1962) [10]
- Membre de l'Académie américaine des arts et des sciences (1966) [11]
- Médaille Fritz Pregl de la Société autrichienne de microchimie (1977) [10]
- Médaille de réalisation scientifique exceptionnelle de la NASA (1977) [10]
- Boursier Guggenheim (1983) [12]
- Prix Field et Franklin en spectrométrie de masse appliquée de l'American Chemical Society (1986) [13]
- Prix ACS de chimie analytique de l'American Chemical Society (2001) [14]
- Médaille Thomson de la Fondation internationale de spectrométrie de masse (1991) [15]
- Prix Pehr Edman (1992) [16]
- Membre de l'Académie nationale des sciences (1993) [17]
- Prix Beckman-ABRF de l'Association des installations de ressources biomoléculaires (1995) [16]
- Médaille Benjamin Franklin en chimie du Franklin Institute (2007) [10]